# 7. základní expedice (Mir)
7. základní expedice, zkráceně EO-7, na Mir, byla sedmá dlouhodobá expedice vyslaná Sovětským svazem na jeho vesmírnou orbitální stanici Mir. Expedice byla zahájena 1. srpna 1990 startem kosmické lodi Sojuz TM-10 a skončila přistáním stejné lodi 10. prosince 1990. Posádka byla dvoučlenná, skládala se z velitele Gennadije Manakova a letového inženýra Gennadije Strekalova.

## Posádka
| Pozice          | Kosmonaut                            |
| --------------- | ------------------------------------ |
| Velitel         | Gennadij Manakov, (1) CPK            |
| Palubní inženýr | Gennadij Strekalov, (4) NPO Eněrgija |

V závorkách je uveden dosavadní počet letů do vesmíru včetně této expedice.
| Pozice          | Záložní posádka       |
| --------------- | --------------------- |
| Velitel         | Viktor Afanasjev, (0) |
| Palubní inženýr | Musa Manarov, (1)     |

## Průběh expedice
Kosmická loď Sojuz TM-10 startovala z kosmodromu Bajkonur. 3. srpna se připojila ke stanici, konkrétně k modulu Kvant-2. 4. prosince dorazila ke stanici loď Sojuz TM-11 s 8. základní posádkou, kterou tvořili Viktor Afanasjev a Musa Manarov a s japonským televizním novinářem Tojohiro Akijamou, který letěl jako člen 6. návštěvní expedice na Mir. Když se 7. základní posádka 10. prosince vrátila na Zem, letěl Akijama s nimi. Celá expedice trvala 130 dní, 20 hodin a 35 minut a za tu dobu 2070krát obletěla Zemi.